# Ушакова, Валентина Алексеевна
Валентина Алексеевна Ушакова (в замужестве Кочеткова; 9 марта 1925, Москва — 5 октября 2012, там же) — советская и российская актриса театра и кино.

## Биография
Родилась 9 марта 1925 года в Москве. В 1943 году под влиянием сестры поступила на биологический факультет МГУ, в свободное время ходила в студенческий театр МГУ и, как-то узнав о наборе молодёжи на актёрский факультет ВГИКа, поступила в институт кинематографии на курс Василия Ванина.
В 1949 году окончила с отличием ВГИК (актёрский факультет) и вошла в штат Театра-студии киноактёра.
Первая роль в кино — роль Надежды Пургольд в художественном фильме «Мусоргский» (1950).
В 1958 году вышла замуж за кинооператора Александра Кочеткова и изменила фамилию. Из-за этого в титрах её фамилию писали по-разному: Ушакова или Кочеткова.
В 1985 году Валентина Алексеевна ушла из Театра-студии киноактёра.
Скончалась на 88-м году жизни в ночь на 5 октября 2012 года у себя дома в Москве после перенесённого инсульта. Приехавшие врачи констатировали смерть актрисы.
Похоронена на Преображенском кладбище рядом с мужем, кинооператором Александром Кочетковым.

## Фильмография
- 1950 — Мусоргский — Надежда Пургольд
- 1951 — Совесть мира — Елена, дочь Берга
- 1952 — Покорители вершин — Валентина Черных
- 1953 — Серебристая пыль — Джен
- 1953 — Алёша Птицын вырабатывает характер — дежурная в метро (нет в титрах)
- 1954 — Анна на шее — молодая дама (нет в титрах)
- 1954 — Запасной игрок — Галина Петровна Карташёва
- 1954 — Об этом забывать нельзя — Галина Коршун, комсорг
- 1955 — Пути и судьбы — Люся Гармаш
- 1956 — Зелёные огни — Людмила, инженер
- 1956 — Разные судьбы — Вера Зубова
- 1957 — Необыкновенное лето —  Анастасия Пастухова, жена писателя
- 1957 — Ночной патруль — Татьяна Сергеевна Никифорова
- 1957 — Рождённые бурей — пани Людвига
- 1958 — Чудотворец из Бирюлёва — эпизод
- 1961 — Алёнка — Лидия, мама Алёнки
- 1962 — Улица младшего сына — Юлия Львовна, учительниа
- 1963 — Иоланта — Марта (поёт Евгения Вербицкая)
- 1964 — Метель — дама на балу (нет в титрах)
- 1965 — Пущик едет в Прагу (СССР, Чехословакия) — Ирина Фёдоровна, мать Юры
- 1966 — Дядюшкин сон — дама
- 1967 — Анютина дорога — учительница
- 1969 — Каждый вечер в одиннадцать — Валя, сотрудница машинописного бюро (нет в титрах)
- 1969 — Свой — секретарь
- 1971 — Молодые — жена Иванова
- 1972 — Руслан и Людмила — мамка (нет в титрах)
- 1973 — Возврата нет — учительница (нет в титрах)
- 1973 — Возле этих окон… — Любовь Григорьевна, библиотекарь
- 1973 — Жизнь на грешной земле
- 1973 — И на Тихом океане… — подпольщица (нет в титрах)
- 1973 — Неисправимый лгун — зрительница из толпы (нет в титрах)
- 1973 — Нейлон 100 % — медсестра (в титрах как В. Кочеткова)
- 1974 — Звезда экрана — Маша Федотова, фронтовая медсестра
- 1974 — Любовь земная — Нюрка Бобок
- 1974 — Три дня в Москве — соседка по площадке с Руденко В. П.
- 1975 — Без права на ошибку — Марья Васильевна, судебный заседатель
- 1975 — Не может быть! (новеллы «Забавное приключение» и «Свадебное происшествие») — соседка Софьи / гостья на свадьбе
- 1975 — От зари до зари — соседка Надежды Рожновой
- 1975 — Победитель — Дарья, жена Ефима Ивановича (в титрах как В. Кочеткова)
- 1976 — Когда наступает сентябрь — Нина Петровна, соседка Кондриковых
- 1976 — День семейного торжества — Ольга, жена Фёдора Матвеева (в титрах как В. Кочеткова)
- 1976 — Развлечение для старичков — Ольга Сергеевна, жена Апомидонта
- 1976 — Стажёр — тётя Надя, жена Сергея Александровича
- 1976 — Опровержение — жена Ямщикова (нет в титрах)
- 1977 — Служебный роман — сотрудница статистического учреждения (в титрах как В. Кочеткова)
- 1977 — Судьба — Нюрка Бобок
- 1977 — Трясина — Мария
- 1978 — Голубка (ТВ) — гостья на свадьбе
- 1978 — Кот в мешке — колхозница
- 1979 — Москва слезам не верит — Анна Никитична, мать Николая
- 1980 — Вечерний лабиринт — посетительница ресторана (нет в титрах)
- 1980 — Спасатель — Ганина, мать Григория Ганина
- 1981 — Факты минувшего дня — Гаврилова, мать Григория
- 1981 — Брелок с секретом — пассажирка
- 1982 — Кто стучится в дверь ко мне? — зрительница в театре
- 1982 — Не хочу быть взрослым — бабушка из выдуманной квартиры
- 1982 — Профессия — следователь —  соседка Губанова, мать Веры
- 1984 — Время желаний — квартирная хозяйка
- 1984 — Счастливая, Женька! — пациентка
- 1985 — Поездки на старом автомобиле — билетёр в клубе
- 1986 — Верую в любовь — Елена Ивановна, костюмер
- 1988 — Отцы — родственница
- 1989 — Процесс — жена директора продуктового магазина Рунича
- 1991 — Анна Карамазофф — соседка
- 1991 — Глухомань — баба Катя, мать Звягинцева
- 2000 — Зависть богов — железнодорожница